# Ligeia

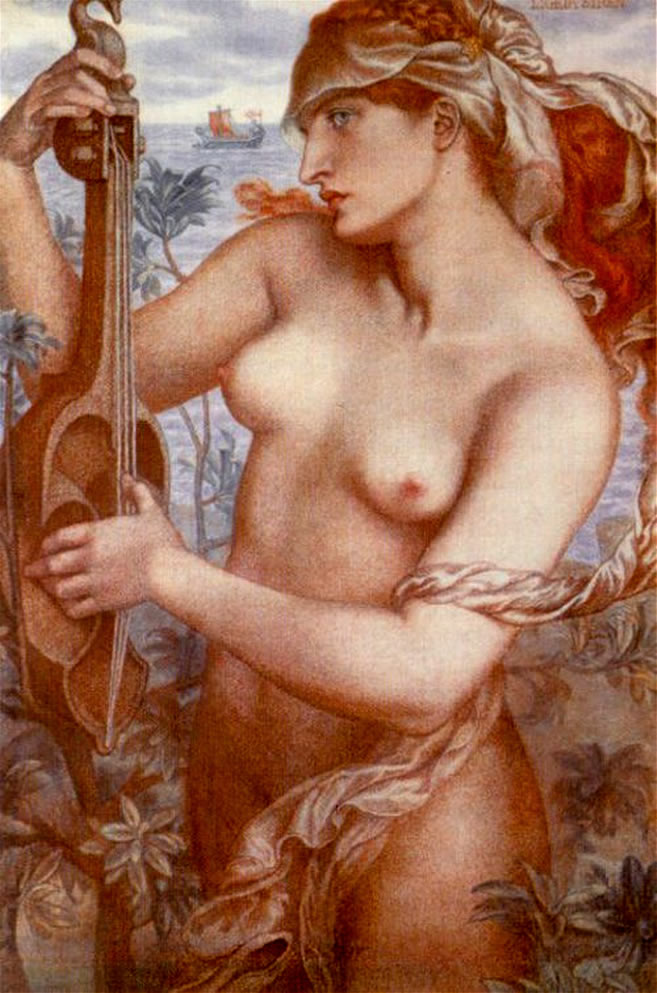
Ligeia, por Dante Gabriel Rossetti (1873).

Na mitologia grega Ligeia (do grego Λιγεία ou Λιγεια, transl. Ligeía, Ligeia ou Ligia: 'da voz clara')  era uma das sereias - seres metade ave e metade mulher, filhas do deus-rio Aqueloo e da musa Terpsícore, ou filhas de Aqueloo com Estérope, filha de Portaon e Eurite, filha de  Hipodamas. Existem várias versões sobre os nomes das sereias, algumas delas são Telxiépia, Pisínoe, Aglaope, Ligeia, Parténope e Leucósia.
Também é citado na mitologia o primeiro casamento de Ligeia com um carpinteiro troiano, que morreu durante a Odisseia.
Ligeia é mencionada pelo poeta helenístico Licofrão, em seu poema Alexandra, e por Higino, como uma das nereidas, filhas de Nereu e Dóris.
É também o nome de um conto de Edgar Allan Poe, publicado pela primeira vez em 1838.